# A D.Gray-man epizódjainak listája
Ez a lista Hosino Kacura D.Gray-man című mangája alapján készült animesorozat epizódjait sorolja fel. A D.Gray-man animeadaptációját Nabesima Oszamu rendezte, a gyártást a Dentsu, a TMS Entertainment, az Aniplex és a TV Tokyo végezte. A TMS Entertainment készítette az animációt az Aniplex a zene elkészítéséért volt felelős. A történet Allen Walker-ről, egy ördögűzőről szól, aki az ártatlanság erejét használva veszi fel a harcot az Ezeréves Gróffal, egy ősi varázslóval, akinek a világ démonokkal való elpusztítása a célja.
Az epizódokat Japánban 2006. október 3-án kezdte vetíteni a TV Tokyo. Az anime első, 51. epizódig tartó évada 2007. szeptember 25-én ért véget. A második évadot 2007. október 2. és 2008. szeptember 30. között vetítették, az 52 részes évaddal együtt 103 részt tesz ki a két évad. Az első 51 rész angol változatát a Funimation Entertainment licencelte 2009 elején.
Az epizódokban tizenkét témazene csendül fel: négy főcímdal és nyolc zárófőcímdal. Az egyes dalok önálló kislemezeken jelentek meg, emellett három zenei lemez is kiadásra került a sorozat további dalaival 2007. március 21-én, 2007. december 19-én és 2008. december 17-én.
Az animesorozatot huszonhat DVD kötetben jelentette meg az Aniplex 2007. február 7. és 2009. március 4. között. Az első tizenhárom kötet az első évad epizódjait, míg a többi a második évad epizódjait tartalmazza. Az első tizenhárom epizód angol nyelvű változatát az Egyesült Államokban 2009. március 31-én DVD-n, 2010. január 5-én pedig Blu-ray disc-en adták ki. A befejező 52 epizód még nincs licencelve Észak-Amerikában. A sorozat Észak-Amerikai televíziós bemutatója 2010. szeptember 6-án volt a Funimation Channelen.
Magyarországon az anime első évadát az Animax 2009. november 21. és 2010. május 27. között vetítette magyar szinkronnal. Később az AXN Sci-Fi is műsorára tűzte.

## Epizódlista

### Első évad (2006-2007)
| #  | Epizód címe | Első japán sugárzás  | Első magyar sugárzás |
| -- | --- | -------------------- | -------------------- |
| 1  | A démonvadász Akuma o karu sónen (アクマを狩る少年; Hepburn: Akuma o karu shōnen)                                                                      | 2006. október 3.     | 2009. november 21.   |
| 2  | A Fekete Rend Kuro no Kjódan (黒の教団; Hepburn: Kuro no Kyōdan)                                                                                       | 2006. október 10.    | 2009. november 22.   |
| 3  | A materi kísértet Mater no bórei (マテールの亡霊; Matéru no bórei; Hepburn: Matēru no bōrei)                                                           | 2006. október 17.    | 2009. november 28.   |
| 4  | A földapó és a magányos éj áriája Cucsiokina to kúja no aria (土翁と空夜のアリア; Hepburn: Tsuchiokina to kūya no aria)                                | 2006. október 24.    | 2009. november 29.   |
| 5  | Énekelj nekem egy altatódalt! Komoriuta o kikaszete (子守唄を聞かせて; Hepburn: Komoriuta o kikasete)                                                  | 2006. október 31.    | 2009. december 5.    |
| 6  | A pusztulás hívószava Vazavai o jobu mono (災いを呼ぶもの; Hepburn: Wazawai o yobu mono)                                                               | 2006. november 7.    | 2009. december 6.    |
| 7  | Emlékek sírköve Kioku no bójó (記憶の墓標; Hepburn: Kioku no bōyō)                                                                                     | 2006. november 14.   | 2009. december 12.   |
| 8  | Leáldozóban a Fekete Rend? Kuro no Kjódan kaimecu dzsiken!? (黒の教団壊滅事件!?; Hepburn: Kuro no Kyōdan kaimetsu jiken!?)                             | 2006. november 21.   | 2009. december 13.   |
| 9  | A visszatekert város Makimodosi no macsi (巻き戻しの街; Hepburn: Makimodoshi no machi)                                                                 | 2006. november 28.   | 2009. december 19.   |
| 10 | Egy balszerencsés nő ártatlansága Fukó na onna no innocence (不幸な女のイノセンス; Fukó na onna no inoszenszu; Hepburn: Fukō na onna no inosensu)      | 2006. december 5.    | 2009. december 20.   |
| 11 | Miranda Lotto érzései Miranda Lotto no omoi (ミランダ·ロットーの思い; Miranda Rottó no omoi; Hepburn: Miranda Rottō no omoi)                           | 2006. december 12.   | 2010. január 9.      |
| 12 | S havazik a városban... Szosite macsi ni juki ga furi... (そして街に雪が降り...; Hepburn: Soshite machi ni yuki ga furi...)                            | 2006. december 19.   | 2010. január 10.     |
| 13 | Én és a kabátom Kóto to tomo ni (団服(コート)と共に; Hepburn: Kōto to tomo ni)                                                                         | 2006. december 26.   | 2010. január 16.     |
| 14 | A feltámadás rügye Fukkacu no ha (復活の葉; Hepburn: Fukkatsu no ha)                                                                                   | 2007. január 9.      | 2010. január 17.     |
| 15 | A hóvihar vége Fubuki no hate (吹雪の果て) | 2007. január 16.     | 2010. január 23.     |
| 16 | Az ezeréves kardforgató Szennen no kensi (千年の剣士; Hepburn: Sennen no kenshi)                                                                       | 2007. január 23.     | 2010. január 24.     |
| 17 | A kardforgatók büszkesége Kensitacsi no hokori (剣士達の誇り; Hepburn: Kenshitachi no hokori)                                                          | 2007. január 30.     | 2010. január 30.     |
| 18 | Lenalee szerelme Lenalee no koi (リナリーの恋; Rinarí no koi; Hepburn: Rinarī no koi)                                                                  | 2007. február 6.     | 2010. január 31.     |
| 19 | Az ódon kastély vámpírja Kodzsó no kjúkecuki (古城の吸血鬼; Hepburn: Kojō no kyūketsuki)                                                               | 2007. február 13.    | 2010. február 4.     |
| 20 | Mindent bele, ördögűzők! Ganbare exorcist-szama (がんばれエクソシスト様; Ganbare ekuszosiszuto-szama; Hepburn: Ganbare ekusoshisuto-sama)              | 2007. február 20.    | 2010. február 4.     |
| 21 | Krory támad! Krory, súgeki (クロウリー、襲撃; Kurórí, súgeki; Hepburn: Kurōrī, shūgeki)                                                                | 2007. február 27.    | 2010. február 11.    |
| 22 | Eliade titka Eliade no sindzsicu (エリアーデの真実; Eriáde no sindzsicu; Hepburn: Eriāde no shinjitsu)                                                 | 2007. március 6.     | 2010. február 11.    |
| 23 | A vámpír, akit szerettem Vatasi ga aisita kjúkecuki (ワタシが愛した吸血鬼; Hepburn: Watashi ga aishita kyūketsuki)                                     | 2007. március 13.    | 2010. február 18.    |
| 24 | Krory útra kél Krory tabidacsi (クロウリー旅立ち; Kurórí tabidacsi; Hepburn: Kurōrī tabidachi)                                                         | 2007. március 20.    | 2010. február 18.    |
| 25 | A tábornok lánca Genszui no kuszari (元帥の鎖; Hepburn: Gensui no kusari)                                                                              | 2007. március 27.    | 2010. február 25.    |
| 26 | A pusztulás nyitánya Súmacu e no makuake (終末への幕開け; Hepburn: Shūmatsu e no makuake)                                                              | 2007. április 3.     | 2010. február 25.    |
| 27 | A mesterem, Cross tábornok Vaga si, Cross genszui (わが師、クロス元帥; Vaga si, Kuroszu genszui; Hepburn: Waga si, Kurosu gensui)                      | 2007. április 10.    | 2010. március 4.     |
| 28 | Krory, az ördögűző Exorcist Krory (エクソシスト·クロウリー; Ekuszosiszuto Kurórí; Hepburn: Ekusosisuto Kurōrī)                                         | 2007. április 17.    | 2010. március 4.     |
| 29 | A léleküzér, első rész Tamasii o uru mono - Zenpen (魂を売る者·前編; Hepburn: Tamashii o uru mono - Zenpen)                                            | 2007. április 24.    | 2010. március 11.    |
| 30 | A léleküzér, második rész Tamasii o uru mono - Kóhen (魂を売る者·後編; Hepburn: Tamashii o uru mono - Kōhen)                                           | 2007. május 1.       | 2010. március 11.    |
| 31 | Miranda elveszett Maigo no Miranda (迷子のミランダ) | 2007. május 8.       | 2010. március 18.    |
| 32 | A rejtélyes szellemhajó Nazo no júreiszen (なぞの幽霊船; Hepburn: Nazo no yūreisen)                                                                    | 2007. május 15.      | 2010. március 18.    |
| 33 | A boszorkány falva, első rész Madzso no szumu mura - Zenpen (魔女の棲む村·前編; Hepburn: Majo no sumu mura - Zenpen)                                   | 2007. május 22.      | 2010. március 25.    |
| 34 | A boszorkány falva, második rész Madzso no szumu mura - Kóhen (魔女の棲む村·後編; Hepburn: Majo no sumu mura - Kōhen)                                  | 2007. május 29.      | 2010. március 25.    |
| 35 | Szélfútta ördögűző Kaze o mató exorcist (風をまとうエクソシスト; Kaze o mató ekuszosiszuto; Hepburn: Kaze o matō ekusoshisuto)                         | 2007. június 5.      | 2010. április 1.     |
| 36 | Sötét színjáték Jami no tobari (闇の帳; Hepburn: Yami no tobari)                                                                                       | 2007. június 12.     | 2010. április 1.     |
| 37 | Megváltó harang Rindzsin no kane ~Charity Bell~ (隣人の鐘 〜チャリティベル〜; Rindzsin no kane ~Csariti Beru~; Hepburn: Rinjin no kane ~Chariti Beru~) | 2007. június 19.     | 2010. április 8.     |
| 38 | Froi Tiedoll Froi Tiedoll (フロワ·ティエドール; Furova Tiedóru; Hepburn: Furowa Tiedōru)                                                               | 2007. június 26.     | 2010. április 8.     |
| 39 | A néma koporsó Csinmoku no hicugi (沈黙の棺; Hepburn: Chinmoku no hitsugi)                                                                             | 2007. július 3.      | 2010. április 15.    |
| 40 | Egy rekviem rózsái Csinkon no bara (鎮魂の薔薇; Hepburn: Chinkon no bara)                                                                              | 2007. július 10.     | 2010. április 15.    |
| 41 | Az új bérgyilkos Arata naru sikaku (新たなる刺客; Hepburn: Arata naru shikaku)                                                                         | 2007. július 17.     | 2010. április 22.    |
| 42 | A fekete macska csapdái Kuroneko no vana (黒猫の罠; Hepburn: Kuroneko no wana)                                                                         | 2007. július 24.     | 2010. április 22.    |
| 43 | A kósza kőszobor Szamajoeru szekizó (さまよえる石像; Hepburn: Samayoeru sekizō)                                                                        | 2007. július 31.     | 2010. április 29.    |
| 44 | A vaslegyezős komorna Tesszen no dzsidzso (鉄扇の侍女; Hepburn: Tessen no jijo)                                                                        | 2007. augusztus 7.   | 2010. április 29.    |
| 45 | Az elvarázsolt kastély Kimjó na jakata (奇妙な館; Hepburn: Kimyō na yakata)                                                                            | 2007. augusztus 14.  | 2010. május 6.       |
| 46 | Ezüstös illúziók Sirogane no genei (白銀の幻影; Hepburn: Shirogane no genei)                                                                           | 2007. augusztus 21.  | 2010. május 6.       |
| 47 | A kristály és a lány Szuisó no sódzso (水晶の少女; Hepburn: Suishō no shōjo)                                                                           | 2007. augusztus 28.  | 2010. május 13.      |
| 48 | A rettegő gazdatest Jureru tekigósa (揺れる適合者; Hepburn: Yureru tekigōsha)                                                                          | 2007. szeptember 4.  | 2010. május 13.      |
| 49 | Lulubell kisasszony csengője Lulu=Bell-szama (ルル=ベル様; Ruru=Beru-szama; Hepburn: Ruru=Beru-sama)                                                   | 2007. szeptember 11. | 2010. május 20.      |
| 50 | Teljes szívvel Icsizuna omoi (一途な想い; Hepburn: Ichizuna omoi)                                                                                      | 2007. szeptember 18. | 2010. május 20.      |
| 51 | Irány kelet! Sukkó, higasi e (出航、東へ; Hepburn: Shukkō, higashi e)                                                                                  | 2007. szeptember 25. | 2010. május 27.      |

### Második évad (2007-2008)
| #   | Epizód címe                                                                                    | Első japán sugárzás  | Első magyar sugárzás |
| --- | ---------------------------------------------------------------------------------------------- | -------------------- | -------------------- |
| 52  | - Raisú (来襲; Hepburn: Raishū)                                                                | 2007. október 2.     |                      |
| 53  | - Togaocsi (咎落ち; Hepburn: Togaochi)                                                         | 2007. október 9.     |                      |
| 54  | - Ovari no joru no hadzsimari (終わりの夜のはじまり; Hepburn: Owari no yoru no hajimari)       | 2007. október 16.    |                      |
| 55  | - Szakebi (叫び; Hepburn: Sakebi)                                                              | 2007. október 23.    |                      |
| 56  | - Delete (デリート; Deríto; Hepburn: Derīto)                                                   | 2007. október 30.    |                      |
| 57  | - Sósicu to szaikai (消失と再会; Hepburn: Shōshitsu to saikai)                                 | 2007. november 6.    |                      |
| 58  | - Asian sibu (アジア支部; Adzsia sibu; Hepburn: Ajia shibu)                                    | 2007. november 13.   |                      |
| 59  | - Csikai no micsi (誓いの道; Hepburn: Chikai no michi)                                         | 2007. november 20.   |                      |
| 60  | - Title (題名 -タイトル-; Taitoru)                                                             | 2007. november 27.   |                      |
| 61  | - Sizumu kuro (沈む黒; Hepburn: Shizumu kuro)                                                  | 2007. december 4.    |                      |
| 62  | - Jami ni ocsita szeidzso (闇に堕ちた聖女; Hepburn: Yami ni ochita seijo)                      | 2007. december 11.   |                      |
| 63  | - Fune modorogi sódzso modorazu (船斑ぎ少女戻らず; Hepburn: Fune modorogi shōjo modorazu)      | 2007. december 18.   |                      |
| 64  | - Message (メッセージ; Messzédzsi; Hepburn: Messēji)                                           | 2007. december 25.   |                      |
| 65  | - Dzsóriku (上陸; Hepburn: Jōriku)                                                             | 2008. január 8.      |                      |
| 66  | - Konvaku to sószó (困惑と焦燥; Hepburn: Konwaku to shōsō)                                     | 2008. január 15.     |                      |
| 67  | - Edo e (江戸へ)                                                                               | 2008. január 22.     |                      |
| 68  | - Csinmoku (沈黙; Hepburn: Chinmoku)                                                           | 2008. január 29.     |                      |
| 69  | - Sinnjú (侵入; Hepburn: Shinnyū)                                                              | 2008. február 5.     |                      |
| 70  | - Kami no dóke (神ノ道化; Hepburn: Kami no dōke)                                               | 2008. február 12.    |                      |
| 71  | - Siruszareta namae (記された名前; Hepburn: Shirusareta namae)                                 | 2008. február 19.    |                      |
| 72  | - Teito kesszen (帝都決戦; Hepburn: Teito kessen)                                              | 2008. február 26.    |                      |
| 73  | - Kanda, szanszen (神田、参戦; Hepburn: Kanda, sansen)                                         | 2008. március 4.     |                      |
| 74  | - Edo sómecu (江戸消滅; Hepburn: Edo shōmetsu)                                                 | 2008. március 11.    |                      |
| 75  | - Clown to Auguste (クラウンとオーギュスト; Kuraun to Ógjuszuto; Hepburn: Kuraun to Ōgyusuto)  | 2008. március 18.    |                      |
| 76  | - Kagi to Noa no tobira (鍵とノアの扉)                                                         | 2008. március 25.    |                      |
| 77  | - Skin Bolic’s Room (スキン･ボリック･ルーム; Szukin Borikku rúmu; Hepburn: Sukin Borikku rūmu) | 2008. április 1.     |                      |
| 78  | - Kinki, szangensiki (禁忌､三幻式; Hepburn: Kinki, sangenshiki)                                | 2008. április 8.     |                      |
| 79  | - Noah’s Memory (ノアズ メモリー; Noazu memorí; Hepburn: Noazu memorī)                         | 2008. április 15.    |                      |
| 80  | - Twin’s Trap (ツインズ･トラップ; Cuinzu torappu; Hepburn: Tsuinzu torappu)                    | 2008. április 22.    |                      |
| 81  | - Sakkin crisis (借金クライシス; Sakkin kuraisiszu; Hepburn: Shakkin kuraishisu)               | 2008. április 29.    |                      |
| 82  | - Bad Game (バッドゲーム; Baddo gému; Hepburn: Baddo gēmu)                                     | 2008. május 6.       |                      |
| 83  | - Jasdevi, tódzsó (ジャスデビ、登場; Dzsaszudebi, tódzsó; Hepburn: Jasudebi, tōjō)             | 2008. május 13.      |                      |
| 84  | - Bloody Krory (ブラッディ·クロウリー; Buraddi Kurórí; Hepburn: Buraddi Kurōrī)                | 2008. május 20.      |                      |
| 85  | - Jamiiro rhapsody (闇色ラプソディー; Jamiiro rapuszodí; Hepburn: Yamiiro rapusodī)            | 2008. május 27.      |                      |
| 86  | - Jovaki hito (ヨワキ ヒト; Hepburn: Yowaki hito)                                              | 2008. június 3.      |                      |
| 87  | - Rinkaisa (臨界者; Hepburn: Rinkaisha)                                                        | 2008. június 10.     |                      |
| 88  | - Lavi (ラビ; Rabi)                                                                            | 2008. június 17.     |                      |
| 89  | - Jami no koe (闇の声; Hepburn: Yami no koe)                                                   | 2008. június 24.     |                      |
| 90  | - Black Carnival (ブラックカーニバル; Burakku kánibaru; Hepburn: Burakku kānibaru)             | 2008. július 1.      |                      |
| 91  | - Judgment (ジャッジメント; Dzsaddzsimento; Hepburn: Jajjimento)                               | 2008. július 8.      |                      |
| 92  | - Szósa no kage (奏者の影; Hepburn: Sōsha no kage)                                             | 2008. július 15.     |                      |
| 93  | - Szenricu (旋律; Hepburn: Senritsu)                                                           | 2008. július 22.     |                      |
| 94  | - Kikjó (帰郷; Hepburn: Kikyō)                                                                 | 2008. július 29.     |                      |
| 95  | - Hicudzsi to inu (羊と犬; Hepburn: Hitsuji to inu)                                            | 2008. augusztus 5.   |                      |
| 96  | - Daga szuszumu koku no hari (だが進む刻の針; Hepburn: Daga susumu koku no hari)               | 2008. augusztus 12.  |                      |
| 97  | - Honbu súgeki (本部襲撃; Hepburn: Honbu shūgeki)                                              | 2008. augusztus 19.  |                      |
| 98  | - Genszui no csikara (元帥の力; Hepburn: Gensui no chikara)                                    | 2008. augusztus 26.  |                      |
| 99  | - Siki no Noah (色のノア; Siki no Noa; Hepburn: Shiki no Noa)                                  | 2008. szeptember 2.  |                      |
| 100 | - Level 4 (レベル4; Hepburn: Reberu 4)                                                         | 2008. szeptember 9.  |                      |
| 101 | - Daikirai na Kami-szama e (だいきらいな かみさまへ; Hepburn: Daikirai na Kami-sama e)         | 2008. szeptember 16. |                      |
| 102 | - Jakuszoku no kotoba (約束のコトバ; Hepburn: Yakusoku no kotoba)                              | 2008. szeptember 23. |                      |
| 103 | - Nagai asza ni hibiku (長い朝に響く; Hepburn: Nagai asa ni hibiku)                            | 2008. szeptember 30. |                      |

## DVD kiadások
A D.Gray-man anime DVD köteteit az Aniplex jelentette meg Japánban. Az első évad 13 DVD kötetben került kiadásra 2007. február 4. és 2008. február 6. között. Mindegyik kötet négy epizódod tartalmaz a tizenharmadik kivételével (melyen csak három epizód található). A második évad szintén tizenhárom kötetben jelent meg, DVD-ként négy epizóddal, az utolsó kötet 2009. március 4-én került a boltokba. Észak-Amerikában a Funimation Entertainment egy kötetben adta ki az első tizenhárom epizódot 2009. március 31-én, majd újabb tizenhárom epizódot 2009. június 23-án.

### Japán
| Kötet     | Kiadás dátuma       | Lemezek száma | Epizódok | Forrás |
| --------- | ------------------- | ------------- | -------- | ------ |
| 1. kötet  | 2007. február 7.    | 1             | 1–4      | [ 10 ] |
| 2. kötet  | 2007. március 7.    | 1             | 5–8      | [ 17 ] |
| 3. kötet  | 2007. április 4.    | 1             | 9–12     | [ 18 ] |
| 4. kötet  | 2007. május 2.      | 1             | 13–16    | [ 19 ] |
| 5. kötet  | 2007. június 6.     | 1             | 17–20    | [ 20 ] |
| 6. kötet  | 2007. július 4.     | 1             | 21–24    | [ 21 ] |
| 7. kötet  | 2007. augusztus 1.  | 1             | 25–28    | [ 22 ] |
| 8. kötet  | 2007. szeptember 5. | 1             | 29–32    | [ 23 ] |
| 9. kötet  | 2007. október 3.    | 1             | 33–36    | [ 24 ] |
| 10. kötet | 2007. november 7.   | 1             | 37–40    | [ 25 ] |
| 11. kötet | 2007. december 5.   | 1             | 41–44    | [ 26 ] |
| 12. kötet | 2008. január 1.     | 1             | 45–48    | [ 27 ] |
| 13. kötet | 2008. február 6.    | 1             | 49–51    | [ 28 ] |

| Kötet     | Kiadás dátuma       | Lemezek száma | Epizódok | Forrás |
| --------- | ------------------- | ------------- | -------- | ------ |
| 1. kötet  | 2008. március 5.    | 1             | 52–55    | [ 29 ] |
| 2. kötet  | 2008. április 2.    | 1             | 56–59    | [ 30 ] |
| 3. kötet  | 2008. május 9.      | 1             | 60–63    | [ 31 ] |
| 4. kötet  | 2008. június 4.     | 1             | 64–67    | [ 32 ] |
| 5. kötet  | 2008. július 2.     | 1             | 68–71    | [ 33 ] |
| 6. kötet  | 2008. augusztus 6.  | 1             | 72–75    | [ 34 ] |
| 7. kötet  | 2008. szeptember 3. | 1             | 76–79    | [ 35 ] |
| 8. kötet  | 2008. október 1.    | 1             | 80–83    | [ 36 ] |
| 9. kötet  | 2008. november 5.   | 1             | 84–87    | [ 37 ] |
| 10. kötet | 2008. december 3.   | 1             | 88–91    | [ 38 ] |
| 11. kötet | 2009. január 7.     | 1             | 92–95    | [ 39 ] |
| 12. kötet | 2009. február 4.    | 1             | 96–99    | [ 40 ] |
| 13. kötet | 2009. március 4.    | 1             | 100–103  | [ 11 ] |

### Észak-Amerika
| Díszdoboz            | Kiadás dátuma       | Lemezek száma | Epizódok | Forrás |
| -------------------- | ------------------- | ------------- | -------- | ------ |
| 1. évad, 1. rész     | 2009. március 31.   | 2             | 1-13     | [ 41 ] |
| 1. évad, 2. rész     | 2009. június 23.    | 2             | 14-26    | [ 42 ] |
| 2. évad, 1. rész     | 2009. október 6.    | 2             | 27-39    | [ 43 ] |
| 2. évad, 2. rész     | 2010. január 5.     | 2             | 40-51    | [ 44 ] |
| Díszdoboz gyűjtemény | Kiadás dátuma       | Lemezek száma | Epizódok | Forrás |
| 1. évad              | 2010. augusztus 10. | 4             | 1-26     | [ 45 ] |
| 2. évad              | 2011. március 15.   | 4             | 27-51    | [ 46 ] |

## Fordítás
Ez a szócikk részben vagy egészben  a   List of D.Gray-man episodes című angol Wikipédia-szócikk ezen változatának fordításán alapul.  Az eredeti cikk szerkesztőit annak laptörténete sorolja fel. Ez a jelzés csupán a megfogalmazás eredetét és a szerzői jogokat jelzi, nem szolgál a cikkben szereplő információk forrásmegjelöléseként.